# Stenus fulvicornis
Stenus fulvicornis är en skalbaggsart som beskrevs av Stephens 1833. Stenus fulvicornis ingår i släktet Stenus, och familjen kortvingar. Arten är reproducerande i Sverige.